# Tržnica Džagalči
Ribja tržnica Džagalči (korejsko 자갈치시장) je ribja tržnica v Pusanu v Južni Koreji. Tržnica stoji na robu pristanišča Nampo (korejsko 남포항) v Pusanu. Velja za največjo ribjo tržnico v Južni Koreji.
Ime naj bi izviralo iz besede džagal (korejsko 자갈; dobesedno 'gramoz'), ker je bila tržnica nekoč obdana z gramozom. To je ena od desetih znamenitosti Pusana, zato jo obišče veliko turistov, da bi nakupovali.
Na tej tržnici, ki se razteza na 3 kilometre, najdete različno blago. V bližini velikega mostu Jongdo lahko najdete dehidrirane inčune, morske alge in različne školjke. Nasproti mestne hiše trgovine prodajajo zeliščna zdravila in zdravila živalskega izvora. Tržnica je znana po svojih prodajalkah, ki se imenujejo Džagalči Adžumma. Izraz izvira iz obdobja po korejski vojni, ko so ženske na tem območju prodajale blago na ulici.
Tržnica jeseni gosti festival Pusan Džagalči. Slogan festivala je Oiso! Boiso! Saiso! ('Pridite! Poglejte! Kupite!'). Posamezniki lahko sodelujejo v petju, plesu, lovljenju rib in uživanju svežih rib.
Na voljo sta dve nadstropji podzemnega parkirišča.

## Zgodovina
Tržnica je bila ustanovljena po osvoboditvi leta 1945 in se je takrat imenovala tržnica Nampo-dong. Obstaja teorija, da izvor imena tržnice DŽagalči izhaja iz dejstva, da je bila tržnica po korejski vojni na gramoznem polju, zato sta se besedi za gramozno polje in kraj, čeo (處), izgovarjali v narečju Gjongsang in postali či, kar je postalo Džagalči.
V 1950-ih so se pogosto pojavljali požari, kot sta bila požar na postaji Pusan leta 1953 in požar na tržnici Gukdže, zato so restavracije, ki so uporabljale odprt ogenj, kot so restavracije z jeguljami na žaru in restavracije z ribami na žaru, preselili na tržnico Džagalči. Takrat so bile zadnje ulice tržnice znane po tem, da so bile obdane z majhnimi trgovinami, vendar so v 1980-ih zaradi recesije ribiške industrije propadle, zato se je na tem mestu odprlo veliko restavracij, ki so oblikovale ulico restavracij. Ulica Džangopčang je uspevala kot kraj za mornarje, ki so se vračali z dela, in vladne uradnike iz bližnjih mestnih hiš, sodišč in drugih javnih uradov. Še danes se tržnica Džagalči ponaša z največjo tržnico v Koreji, saj je v treh blokih gosto razporejenih več kot 300 restavracij Džangopčang.
Sedanja dvonadstropna stavba je bila dokončana leta 2006 kot del projekta »Gradnja modernizacije tržnice Džagalči«. Leta 2023 je bila prenovljena, vključno s pleskanjem in zamenjavo tal.

## Struktura stavbe
Struktura tržnice ima naslednji pomen 
- 1. krila: Skok - (galeb) skače s kopnega /
- 2. krilo: Leti - (galeb, ki skače) vzleti v nebo /
- 3. krilo: Drsenje - (galeb, ki leti) drsi po modrem nebu, prostor širokega počivališča za državljane, ki je prijazen vodi, pa je bil zgrajen tako, da simbolizira odpiranje proti morju in odpiranje proti mestu.

Poleg tega je bil celoten zid zgrajen s steklom, da bi poudaril prosojnost. Posledično je to simbolična stavba, ki naj bi postala mednarodna ribja tržnica, ki ustreza statusu Pusana kot obmorskega mesta, oživila lokalno tržnico in se uveljavila kot simbolna znamenitost Pusana ter postala mednarodna turistična atrakcija kot najboljša tržnica z morskimi sadeži na svetu. Je tudi prostor, ki ga lahko državljani bolj spoznajo s čudovito krajinsko razsvetljavo in kulturnimi dogodki.
- Klet 1. ~ 2. nadstropje: Parkirišče
- 1. nadstropje: Ribja tržnica
- 2. nadstropje: Center za surove ribe
- 3. nadstropje: Karaoke, razstavna dvorana itd.
- 4. nadstropje: Pisarna tržnice Džagalči, Upravna pisarna Namhang, Mladinski center Pusan
- 5. ~ 6. nadstropje nad tlemi
- 7. nadstropje nad tlemi: Center za podporo malim podjetjem, Observatorij Džagalči

## Galerija
- Restavracije s hoe (korejska jed iz surove ribe) na tržnici
- Ribja tržnica Džagalči
- Sušeni morski sadeži
- Stojnica s hrano, kjer prodajajo jangnjom gedžang (korejsko 양념게장), marinirane rake v omaki gočudžang (korejska začimba iz čilija).